# توب (مغني)
توب (بالكورية: T.O.P) (من مواليد 4 نوفمبر 1987) جامسيل دونغ، كوريا الجنوبية. هو مغني كوري جنوبي بدأ مسيرته الفنية عام 2001. هو عضو في فرقة بيغ بانغ. وهو أيضا راقص وكاتب غنائي وملحن وممثل وفنان

## السيرة الذاتية
تشوي سونغ هيون معروف باسم توب وهو نجم في الهيب هوب والراب
حصل على جائزة أفضل مغني راب في سنة 2003, مثل أيضًا في مسلسل I'm Sam بدور طالب مدرسي.
وايضا مثل في مسلسل iris بدور قاتل، بعدها أخذ دور البطل في الفلم الحربي 71: Into the Fire , وفي عام 2013 مثل دور الأخ الأكبر في فلم مؤثر بعنوان commitment وفي عام 2014 مثل الجزء الثاني من فلم Tazza: The Hidden Card

## الخدمة العسكرية وتعاطي المخدرات
في 9 فبراير 2017 بدأ «توب» خدمته العسكرية الإلزامية لمدة عامين كضابط شرطة مجند، حيث كان من المقرر أن يتم تسريحه في 8 نوفمبر 2018 بعد الانتهاء من مهامه. في 1 يونيو / حزيران من نفس السنة تسربت أنباء إعلامية تفيد بأن «توب» قد قام بتدخين الحشيش. وفقًا لوحدة التحقيق الجنائي التابعة لشرطة سيول الوطنية، فقد زُعم أنه قام بتدخين أربع سجائر مرتين في السنة وقنبين هنديين سائلان مع المغنية المتدربة «هان سيو هي»، في منزله في أكتوبر / تشرين الأول 2016. ادعى «توب» في البداية أنه كان يدخن السجائر الإلكترونية فقط بدلاً من القنب، لكنه اضطر في النهاية للاعتراف بالادعاءات المنسوبة له بعد ظهور نتيجة إيجابية خلال تحليل شعره. في وقت لاحق جرى نقل المغني إلى قسم شرطة آخر في انتظار إخطار الإدعاء وتعليقه من الخدمة ريثما يتم الحكم في قضيته. في أبريل / نيسان 2017 أضافت الشرطة اسم «توب» إلى لائحة المتهمين بسبب انتهاكه لقانون مكافحة المخدرات. بعد ذلك أفادت مصادر صحفية أنه سيُحاكم دون حبس لاستخدام مخدر الماريغوانا في 2 يونيو عاد «توب» إلى الوحدة قبل الموعد المقرر دون أي منصب رسمي. نشر بعدها اعتذارا خطيا للجماهير. في 6 يونيو، وجد «توب» فاقدا للوعي في ثكنة للشرطة بعد جرعة زائدة من عقار البنزوديازيبين. وتم نقله إلى وحدة العناية المركزة. في 8 يونيو، أكدت والدته أنه استعاد وعيه وأنه يتعافى.
في 29 يونيو، جرت أول محاكمة له لتعاطيه مخدر الماريغوانا في المحكمة المركزية في سيول، حيث اعترف بأنه مذنب، وأنه قام بالفعل بتدخين المخدر في أوائل أكتوبر 2016 في 20 يوليو، حكم عليه بالسجن لمدة 10 أشهر معلقة التنفيذ على شرط خضوعه للمتابعة الطبية لمدة سنتين وغرامة قدرها 12,000 وون كوري (حوالي 10 دولارات). بعد 31 يومًا من خضوعه لمراجعة تأديبية من قبل الشرطة بغية تحديد ما إذا كان ينبغي إعادة تعيينه ضابط شرطة مجند أو إلحاقه بالخدمة كعامل اجتماعي قرر قسم خدمات الرعاية الاجتماعية في شرطة العاصمة سيول أنه «غير مؤهل». ونتيجة لذلك، تقرر في النهاية من قبل وزارة الدفاع الوطني إلحاقه في صفوف الاحتياطيين ونقله من قسم الشرطة لإكمال خدمته الإلزامية كضابط خدمة عامة. ولم يعتد بالمدة التي فصل فيها أثناء محاكمته، بحيث لا يتم احتسابها على خدمته الكلية. في 26 يناير 2018، عاد «توب» إلى خدمته الإجبارية كضابط خدمة عامة في مركز Yongsan للفنون والحرف في وسط سيول. تم إطلاق سراحه في 6 يوليو 2019.
يعد المغني «توب» تاني عضو لفرقة بيغ بانغ بعد زميله جي دراغون يتورط في فضيحة تعاطي مخدرات.

## أعمال
ألبومات تعاون
- GD & TOP  [لغات أخرى]‏ مع جي دراقون (2010)
- Play with GD & TOP مع جي دراقون (2011)

### أغاني

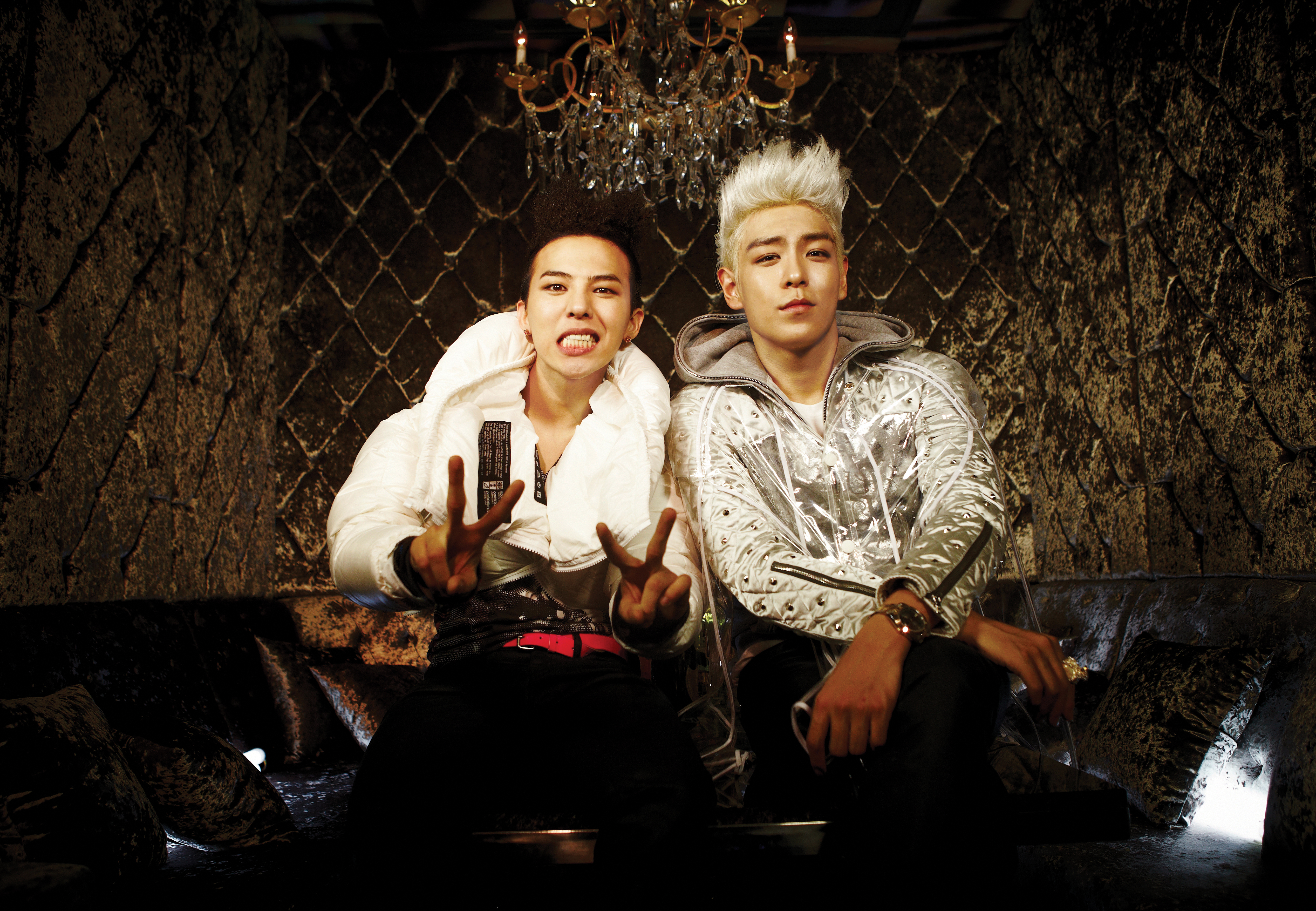
حي دراقون و توب

| السنة | الأغنية                                      | إصدار الألبوم | الألبوم                               |
| ----- | -------------------------------------------- | ------------- | ------------------------------------- |
| السنة | الأغنية                                      | كوريا         | الألبوم                               |
| 2006  | "Big Boy" (T.O.P solo)                       | —             | Since 2007                            |
| 2007  | "Friend" (Feat. تاي يانغ)                    | —             | MBC TV Drama [Friend, Our Legend] OST |
| 2007  | "Act Like Nothing's Wrong" (Feat. Kim Jieun) | —             | Always                                |
| 2009  | "Hallelujah" (Feat. جي دراغون & تاي يانغ)    | 18            | إيريس                                 |
| 2010  | "Turn it Up"                                 | 11            | تحميل موسيقى                          |
| 2010  | "Because"                                    | —             | 19 OST                                |
| 2011  | "Of All Days"                                | 89            | GD & TOP                              |
| 2011  | "Oh Mom"                                     | 27            | GD & TOP                              |
| 2013  | "Doom Dada"                                  | 4             | Digital Single                        |

### أغاني فردية وأغاني تعاون
| 2006                                                      | "Forever with You" (with جي دراغون Ft. بارك بوم)                             | —  | Bigbang Vol.1                         |
| 2006                                                      | "We Belong Together" (with G-Dragon & Vxp Ft. Park Bom)                      | —  | Bigbang Vol.1                         |
| 2007                                                      | "Buckwild" (NBK Gray Ft. T.O.P)                                              | —  |                                       |
| 2008                                                      | "I'm Sorry" (غامي Ft. T.O.P)                                                 | —  | Comfort                               |
| 2008                                                      | "D.I.S.C.O" (أوم جونغ هوا Ft. T.O.P)                                         | —  | D.I.S.C.O                             |
| 2008                                                      | "All I See is You" (ZiA Ft. T.O.P)                                           | —  | Road Movie                            |
| 2008                                                      | "Forever with You" English version (with G-Dragon Ft. Park Bom)              | —  | With U                                |
| 2010                                                      | "Digital Bounce" (Se7en Ft. T.O.P)                                           | —  | Digital Bounce                        |
| 2011                                                      | "High High" (with G-Dragon)                                                  | 1  | GD & TOP                              |
| 2011                                                      | "Oh Yeah" (with G-Dragon Ft. Park Bom)                                       | 2  | GD & TOP                              |
| 2011                                                      | "Knock Out" (with G-Dragon)                                                  | 3  | GD & TOP                              |
| 2011                                                      | "Intro" (with G-Dragon)                                                      | —  | GD & TOP                              |
| 2011                                                      | "Baby Goodnight" (with G-Dragon)                                             | 13 | GD & TOP                              |
| 2011                                                      | "Don't Go Home" (with G-Dragon)                                              | 22 | GD & TOP                              |
| 2012                                                      | "Dancing On My Own" (Pixie Lott Ft. T.O.P & G-Dragon)                        | —  | Young Foolish Happy (Deluxe Edition) ‏ |
| 2013                                                      | "Bubble Butt" (ماجور ليزر Ft. Bruno Mars، جي دراغون، T.O.P, Tyga and Mystic) | 78 | Free the Universe (Asian Edition) ‏    |
| "—" هذه العلامة تدل على أن الأغنية لم تفرج في تلك المناطق |                                                                              |    |                                       |

## السيرة السينمائية

### الأفلام
| السنة | العنوان                | الدور                      | ملاحظة   |
| ----- | ---------------------- | -------------------------- | -------- |
| 2008  | Story of Men           | باسمه                      | ظهر كضيف |
| 2009  | Nineteen               | سيو جونغ-هون               |          |
| 2010  | 71:في النار            | أوه جانغ بوم               |          |
| 2011  | Iris the Movie         | فيك                        |          |
| 2013  | التزام (فيلم)          | لي ميونغ هون / كانغ داي-هو |          |
| 2014  | Tazza: The Hidden Card | هام داي قيل                |          |

### مسلسلات تلفزيونية
| السنة | العنوان   | الدور        | قناة العرض |
| ----- | --------- | ------------ | ---------- |
| 2007  | I Am Sam ‏ | تشاي مون سين | كي بي أس 2 |
| 2009  | إيريس     | فيك          | كي بي أس 2 |

### الظهور في الأغاني المصورة
| السنة | اسم الأغنية                    | الفنان       |
| ----- | ------------------------------ | ------------ |
| 2007  | "Hello"                        | Red Roc      |
| 2008  | "I'm Sorry"                    | Gummy        |
| 2008  | "D.I.S.C.O"                    | أوم جونغ هوا |
| 2011  | "I'm Sorry" (النسخة اليابانية) | Gummy        |

## معلومات
1. ↑  تعتبر قوانين المخدرات صارمة بشكل استثنائي في كوريا الجنوبية. إذ وفقًا لخدمة المعلومات الإحصائية الكورية، تم إجراء حوالي 7800 عملية اعتقال في عام 2017 من مجموع سكان الدولة البالغ عددهم 51 مليون نسمة.[21]

## وصلات خارجية
- تي.أو.بي على موقع IMDb (الإنجليزية)
- تي.أو.بي على موقع ميوزك برينز (الإنجليزية)
- تي.أو.بي على موقع ديسكوغز (الإنجليزية)
- تي.أو.بي على موقع قاعدة بيانات الفيلم (الإنجليزية)
- www.ygbigbang.com/taeyang

قالب:توب
قالب:بيج بانج
قالب:واي جاي إنترتينمنت